# Neferneferure
Neferneferure var en prinsessa under Egyptens artonde dynasti.  Hon var den femte av sex döttrar till farao Akhenaten och drottning Nefertiti. 
Hon är känd från flera avbildningar i Amarna. Hon uppnådde troligen inte vuxen ålder, utan avled i Amarna.